# Rumunia na Zimowych Igrzyskach Olimpijskich 1994
Rumunię na Zimowych Igrzyskach Olimpijskich 1994 reprezentowało 23 zawodników: trzynastu mężczyzn i dziesięć kobiet. Był to piętniasty start reprezentacji Rumunii na zimowych igrzyskach olimpijskich.

## Skład reprezentacji

### Narciarstwo alpejskie
Kobiety
| Zawodniczka  | Konkurencja | Wyścig 1 | Wyścig 2 | Łącznie | Łącznie |
| Zawodniczka  | Konkurencja | Czas     | Czas     | Czas    | Miejsce |
| ------------ | ----------- | -------- | -------- | ------- | ------- |
| Maria Zaruc  | Zjazd       |          |          | 1:45.73 | 40      |
| Mihaela Fera | Zjazd       |          |          | 1:41.07 | 36      |
| Mihaela Fera | Supergigant |          |          | 1:28.47 | 39      |

Kombinacja kobiet
| Zawodniczka  | Zjazd        | Slalom | Slalom       | Łącznie      | Łącznie |
| Zawodniczka  | Czas         | Czas 1 | Czas 2       | Łączny czas  | Miejsce |
| ------------ | ------------ | ------ | ------------ | ------------ | ------- |
| Maria Zaruc  | Nie ukończył | –      | Nie ukończył | Nie ukończył | –       |
| Mihaela Fera | 1:31.69      | 59.19  | 55.22        | 3:26.10      | 20      |

### Biathlon
Mężczyźni
| Konkurencja  | Zawodnik        | Pudła | Czas    | Miejsce |
| ------------ | --------------- | ----- | ------- | ------- |
| 10 km Sprint | Gheorghe Vasile | 2     | 31:05.3 | 34      |

| Konkurencja   | Zawodnik        | Czas    | Pudła | Skorygowany czas | Miejsce |
| ------------- | --------------- | ------- | ----- | ---------------- | ------- |
| Bieg na 20 km | Gheorghe Vasile | 58:33.7 | 2     | 1'00:33.7        | 21      |

Kobiety
| Konkurencja   | Zawodniczka           | Pudła | Czas    | Miejsce |
| ------------- | --------------------- | ----- | ------- | ------- |
| 7,5 km Sprint | Adina Țuțulan-Șotropa | 3     | 29:34.8 | 55      |
| 7,5 km Sprint | Ileana Ianoșiu-Hangan | 2     | 28:37.1 | 43      |

| Konkurencja   | Zawodniczka           | Czas    | Pudła | Skorygowany czas | Miejsce |
| ------------- | --------------------- | ------- | ----- | ---------------- | ------- |
| Bieg na 15 km | Mihaela Cârstoi       | 54:15.0 | 7     | 1'01:15.0        | 63      |
| Bieg na 15 km | Adina Țuțulan-Șotropa | 54:27.4 | 1     | 55:27.4          | 18      |

Sztafeta kobiet 4 x 7,5 km
| Zawodniczki                                                           | Wyścig | Wyścig    | Wyścig  |
| Zawodniczki                                                           | Pudła  | Czas      | Miejsce |
| --------------------------------------------------------------------- | ------ | --------- | ------- |
| Adina Țuțulan-Șotropa Mihaela Cârstoi Ana Roman Ileana Ianoșiu-Hangan | 4      | 2'02:36.8 | 16      |

### Bobsleje
| Osada | Zawodnicy                       | Konkurencja | Ślizg 1 | Ślizg 1 | Ślizg 2 | Ślizg 2 | Ślizg 3 | Ślizg 3 | Ślizg 4 | Ślizg 4 | Łącznie | Łącznie |
| Osada | Zawodnicy                       | Konkurencja | Czas    | Miejsce | Czas    | Miejsce | Czas    | Miejsce | Czas    | Miejsce | Czas    | Miejsce |
| ----- | ------------------------------- | ----------- | ------- | ------- | ------- | ------- | ------- | ------- | ------- | ------- | ------- | ------- |
| ROU-1 | Florian Enache Mihai Dumitrașcu | Dwójki      | 54.35   | 32      | 54.38   | 31      | 54.47   | 31      | 54.85   | 34      | 3:38.05 | 30      |

| Osada | Zawodnicy                                                        | Konkurencja | Ślizg 1 | Ślizg 1 | Ślizg 2 | Ślizg 2 | Ślizg 3 | Ślizg 3 | Ślizg 4 | Ślizg 4 | Łącznie | Łącznie |
| Osada | Zawodnicy                                                        | Konkurencja | Czas    | Miejsce | Czas    | Miejsce | Czas    | Miejsce | Czas    | Miejsce | Czas    | Miejsce |
| ----- | ---------------------------------------------------------------- | ----------- | ------- | ------- | ------- | ------- | ------- | ------- | ------- | ------- | ------- | ------- |
| ROU-1 | Florian Enache Marian Chițescu Iulian Păcioianu Mihai Dumitrașcu | Czwórki     | 52.92   | 24      | 53.02   | 24      | 53.19   | 23      | 53.05   | 21      | 3:32.18 | 23      |

### Biegi narciarskie
Mężczyźni
| Konkurencja                           | Zawodnik            | Wyścig       | Wyścig  |
| Konkurencja                           | Zawodnik            | Czas         | Miejsce |
| ------------------------------------- | ------------------- | ------------ | ------- |
| Bieg na 10 km stylem klasycznym       | Zsolt Antal         | 29:13.3      | 80      |
| Bieg na 10 km stylem klasycznym       | Elemer-György Tanko | 28:30.5      | 73      |
| Bieg łączony na 15 km stylem dowolnym | Zsolt Antal         | 44:44.2      | 62      |
| Bieg łączony na 15 km stylem dowolnym | Elemer-György Tanko | 44:27.1      | 59      |
| Bieg na 30 km stylem dowolnym         | Zsolt Antal         | 1'23:49.7    | 54      |
| Bieg na 30 km stylem dowolnym         | Elemer-György Tanko | 1'23:22.6    | 52      |
| Bieg na 50 km stylem klasycznym       | Elemer-György Tanko | Nie ukończył | –       |

### Łyżwiarstwo figurowe
Mężczyźni
| Zawodnik        | Konkurencja | SP | FS | TFP  | Miejsce |
| --------------- | ----------- | -- | -- | ---- | ------- |
| Marius Negrea   | Soliści     | 19 | 19 | 28.5 | 19      |
| Cornel Gheorghe | Soliści     | 16 | 14 | 22.0 | 14      |

### Saneczkarstwo
(Mężczyźni) Dwójki
| Zawodnicy                | Ślizg 1 | Ślizg 1 | Ślizg 2 | Ślizg 2 | Łącznie  | Łącznie |
| Zawodnicy                | Czas    | Miejsce | Czas    | Miejsce | Czas     | Miejsce |
| ------------------------ | ------- | ------- | ------- | ------- | -------- | ------- |
| Ioan Apostol Liviu Cepoi | 48.647  | 6       | 48.676  | 5       | 1:37.323 | 6       |

Kobiety
| Zawodniczka    | Ślizg 1 | Ślizg 1 | Ślizg 2 | Ślizg 2 | Ślizg 3 | Ślizg 3 | Ślizg 4 | Ślizg 4 | Łącznie  | Łącznie |
| Zawodniczka    | Czas    | Miejsce | Czas    | Miejsce | Czas    | Miejsce | Czas    | Miejsce | Czas     | Miejsce |
| -------------- | ------- | ------- | ------- | ------- | ------- | ------- | ------- | ------- | -------- | ------- |
| Sorina Grigore | 51.324  | 23      | 50.800  | 22      | 50.572  | 23      | 50.508  | 22      | 3:23.204 | 22      |
| Adriana Turea  | 50.324  | 20      | 50.588  | 21      | 50.393  | 22      | 50.556  | 23      | 3:21.861 | 21      |

### Łyżwiarstwo szybkie
Mężczyźni
| Konkurencja    | Zawodnik          | Wyścig  | Wyścig  |
| Konkurencja    | Zawodnik          | Czas    | Miejsce |
| -------------- | ----------------- | ------- | ------- |
| Bieg na 500 m  | Zsolt Baló        | 38.56   | 38      |
| Bieg na 1000 m | Zsolt Baló        | 1:16.16 | 36      |
| Bieg na 1500 m | Dezideriu Horvath | 1:57.07 | 31      |
| Bieg na 1500 m | Zsolt Baló        | 1:56.44 | 26      |
| Bieg na 5000 m | Dezideriu Horvath | 6:59.04 | 20      |

Kobiety
| Konkurencja    | Zawodniczka         | Wyścig  | Wyścig  |
| Konkurencja    | Zawodniczka         | Czas    | Miejsce |
| -------------- | ------------------- | ------- | ------- |
| Bieg na 500 m  | Cerasela Hordobețiu | 42.15   | 29      |
| Bieg na 500 m  | Mihaela Dascălu     | 41.13   | 23      |
| Bieg na 1000 m | Cerasela Hordobețiu | 1:23.19 | 28      |
| Bieg na 1000 m | Mihaela Dascălu     | 1:21.94 | 17      |
| Bieg na 1500 m | Cerasela Hordobețiu | 2:08.50 | 23      |
| Bieg na 1500 m | Mihaela Dascălu     | 2:04.02 | 8       |
| Bieg na 3000 m | Cerasela Hordobețiu | 4:29.31 | 17      |
| Bieg na 3000 m | Mihaela Dascălu     | 4:22.42 | 8       |
| Bieg na 5000 m | Cerasela Hordobețiu | 7:41.65 | 14      |